# Z 45
Z 45 war ein Zerstörer des Typs 1936 B (Mob) der deutschen Kriegsmarine.

## Geschichte
Die Auftragserteilung für Z 45 erfolgte am 17. Februar 1941. Z 45 war der fünfte Zerstörer des Typs 1936 B (Mob). Er wurde beim Werk Weser der Deschimag in Bremen erbaut. Der Zerstörer war eine weitere Variante des Zerstörers 1936. Der Typ 1936 B (Mob) war also keine Neuentwicklung, sondern entsprach weitgehend den Vorgängertypen.
Wesentliche Änderung beim Typ 1936 B (Mob) war die Rückkehr von 15-cm- zu 12,7-cm-Schnellfeuergeschützen.
Z 45 wurde am 1. September 1943 auf Kiel gelegt und lief am 15. April 1944 vom Stapel. Bei Kriegsende im Mai 1945 war der Zerstörer fast fertiggestellt. 1946 wurde Z 45 in der Werft abgewrackt.